# Raggruppamento Operativo Speciale
Das Raggruppamento Operativo Speciale oder kurz ROS ist eine Polizeieinheit der italienischen Carabinieri. Sie ist zuständig für Ermittlungen im Bereich der Organisierten Kriminalität. Die Einheit hat ihren Sitz in der Hauptstadt Rom und wurde am 3. Dezember 1990 gegründet.

## Organisation
Die Einheit besteht aus fünf Bereichen (2011):
- Staatsschutz (politisch motivierte Verbrechen)
- Organisiertes Verbrechen (Mafia)
- Analyseabteilung (kriminologische Forschung)
- Drogenhandel und Entführungen
- Technische Abteilung (Elektronische Aufklärung)